# Centroscyllium ornatum
Il pescecane ornato (Centroscyllium ornatum) è una specie di squalo poco conosciuta della famiglia degli Etmopteridi.

## Distribuzione
Vive negli abissi lungo le scarpate continentali dell'Oceano Indiano, nel Mar Arabico e nel Golfo del Bengala, a 520-1260 metri di profondità.

## Descrizione
Raggiunge al massimo i 30 centimetri.

## Biologia
La riproduzione è ovovivipara.